# جاميتشال غرين
جاميتشال غرين (بالإنجليزية: JaMychal Green)‏ مواليد 21 يونيو 1990، هو لاعب كرة سلة أمريكي يلعب مع فريق ميمفيس غريزليس في الرابطة الوطنية لكرة السلة ويحمل الرقم 0. يبلغ طوله 6 قدم 8 بوصة (2.0 م).

## فرق لعب لها
- سان أنطونيو سبرز
- ميمفيس غريزليس

## روابط خارجية
- جاميتشال غرين على موقع الاتحاد الدولي لكرة السلة (الإنجليزية)
- جاميتشال غرين على موقع إن بي أي (الإنجليزية)
- جاميتشال غرين على موقع سبورتس رفرنس (الإنجليزية)
- جاميتشال غرين على موقع كرة السلة الأوروبية.كوم (الإنجليزية)
- جاميتشال غرين على موقع إي إس بي إن.كوم (الإنجليزية)
- جاميتشال غرين على موقع كلية كرة السلة في سبورتس رفرنس.كوم (الإنجليزية)
- جاميتشال غرين على موقع ريلجم (الإنجليزية)
- جاميتشال غرين على موقع بروبوليرز (الإنجليزية)
- جاميتشال غرين على موقع سبورتس رفرنس (الإنجليزية)
- جاميتشال غرين على موقع سبورتس رفرنس (الإنجليزية)